# Colin Stuart
Colin Stuart (né le 8 juillet 1982 à Rochester dans l'État du Minnesota aux États-Unis) est un joueur professionnel retraité de hockey sur glace.

## Carrière
Il est le deuxième des trois frères Stuart à avoir été sélectionné par une équipe de la Ligue nationale de hockey. L'ainé Mike fut recruté par les Predators de Nashville en 2000, le cadet Mark le fut par les Bruins de Boston en 2003 alors que Colin, quant à lui, retint l'attention des Thrashers d'Atlanta qui firent de lui leurs choix de cinquième ronde, le 135e joueur au total, lors de l'encan de 2001.
Colin eû également la chance de pouvoir s'aligner avec ses frères pour les Tigers de Colorado College, équipe représentant le Collège du Colorado dans la NCAA. Il passa professionnel en 2004, rejoignant le club-école des Thrashers dans la Ligue américaine de hockey, les Wolves de Chicago.
Après trois saisons passées avec ces derniers, il prend part à son premier match dans la LNH le 29 décembre 2007 contre les Bruins et son petit frère Mark. Il y récolta d'ailleurs son premier point dans la « grande ligue » en obtenant une mention d'assistance. Deux jours plus tard, affrontant toujours ces mêmes Bruins mais cette fois à Boston, il y récolte son premier but en carrière.

## Statistiques
| Saison     | Équipe                     | Ligue       |    | Saison régulière | Saison régulière | Saison régulière | Saison régulière | Saison régulière |   | Séries éliminatoires | Séries éliminatoires | Séries éliminatoires | Séries éliminatoires | Séries éliminatoires |
| Saison     | Équipe                     | Ligue       | PJ | B                | A                | Pts              | Pun              | PJ               | B | A                    | Pts                  | Pun                  |                      |                      |
| 2000-2001  | Tigers de Colorado College | WCHA        | 41 | 2                | 7                | 9                | 26               |                  |   |                      |                      |                      |                      |                      |
| 2001-2002  | Tigers de Colorado College | WCHA        | 43 | 13               | 9                | 22               | 34               |                  |   |                      |                      |                      |                      |                      |
| 2002-2003  | Tigers de Colorado College | WCHA        | 42 | 13               | 11               | 24               | 56               |                  |   |                      |                      |                      |                      |                      |
| 2003-2004  | Tigers de Colorado College | WCHA        | 30 | 10               | 12               | 22               | 38               |                  |   |                      |                      |                      |                      |                      |
| 2004-2005  | Gladiators de Gwinnett     | ECHL        | 5  | 1                | 3                | 4                | 4                |                  |   |                      |                      |                      |                      |                      |
| 2004-2005  | Wolves de Chicago          | LAH         | 39 | 3                | 2                | 5                | 12               |                  |   |                      |                      |                      |                      |                      |
| 2005-2006  | Wolves de Chicago          | LAH         | 78 | 13               | 14               | 27               | 65               |                  |   |                      |                      |                      |                      |                      |
| 2006-2007  | Wolves de Chicago          | LAH         | 67 | 18               | 11               | 29               | 75               | 15               | 2 | 5                    | 7                    | 10                   |                      |                      |
| 2007-2008  | Wolves de Chicago          | LAH         | 58 | 8                | 8                | 16               | 45               | 24               | 3 | 3                    | 6                    | 18                   |                      |                      |
| 2007-2008  | Thrashers d'Atlanta        | LNH         | 18 | 3                | 2                | 5                | 6                |                  |   |                      |                      |                      |                      |                      |
| 2008-2009  | Wolves de Chicago          | LAH         | 42 | 9                | 6                | 15               | 38               |                  |   |                      |                      |                      |                      |                      |
| 2008-2009  | Thrashers d'Atlanta        | LNH         | 33 | 5                | 3                | 8                | 18               |                  |   |                      |                      |                      |                      |                      |
| 2009-2010  | Heat d'Abbotsford          | LAH         | 67 | 17               | 19               | 36               | 36               | 3                | 0 | 0                    | 0                    | 6                    |                      |                      |
| 2010-2011  | Sabres de Buffalo          | LNH         | 3  | 0                | 0                | 0                | 2                |                  |   |                      |                      |                      |                      |                      |
| 2010-2011  | Pirates de Portland        | LAH         | 72 | 16               | 28               | 44               | 53               | 12               | 3 | 4                    | 7                    | 8                    |                      |                      |
| 2011-2012  | Sabres de Buffalo          | LNH         | 2  | 0                | 0                | 0                | 0                |                  |   |                      |                      |                      |                      |                      |
| 2011-2012  | Americans de Rochester     | LAH         | 51 | 13               | 19               | 32               | 32               | 3                | 0 | 0                    | 0                    | 4                    |                      |                      |
| 2012-2013  | Iserlohn Roosters          | DEL         | 45 | 9                | 12               | 21               | 35               |                  |   |                      |                      |                      |                      |                      |
| 2013-2014  | Comets d'Utica             | LAH         | 54 | 17               | 8                | 25               | 38               | -                | - | -                    | -                    | -                    |                      |                      |
| 2014-2015  | Malmö Redhawks             | Allsvenskan | 31 | 5                | 4                | 9                | 10               | -                | - | -                    | -                    | -                    |                      |                      |
| 2014-2015  | Bruins de Providence       | LAH         | 44 | 17               | 9                | 26               | 22               | 5                | 1 | 2                    | 3                    | 4                    |                      |                      |
| Totaux LNH | Totaux LNH                 | Totaux LNH  | 51 | 8                | 5                | 13               | 24               |                  |   |                      |                      |                      |                      |                      |

## Transactions
- 2001; repêché par les Thrashers d'Atlanta (5e choix de l'équipe, 135e au total).
- 1er juillet 2009; échangé par les Thrashers avec Garnet Exelby aux Maple Leafs de Toronto en retour de Pavel Kubina et Tim Stapleton.
- 27 juillet 2009; échangé par les Maple Leafs avec Anton Strålman aux Flames de Calgary en retour de Wayne Primeau.
- 26 août 2010; signe à titre d'agent libre avec les Sabres de Buffalo.
- 18 septembre 2012; signe à titre d'agent libre avec les Iserlohn Roosters.
- 25 juillet 2013; signe à titre d'agent libre avec les Canucks de Vancouver.
- 14 août 2014; signe à titre d'agent libre avec les Malmö Redhawks.
- 19 décembre 2014; signe à titre d'agent libre avec les Bruins de Providence.
- 30 août 2015; annonce son retrait de la compétition.

## Parentées dans le sport
- Frère de Mark Stuart, qui fut le choix de première ronde des Bruins de Boston lors du repêchage de 2003.

- Frère de Mike Stuart, qui fut le choix de cinquième ronde des Predators de Nashville lors du repêchage de 2000.